# Грб Гренаде
Грб Гренаде је званични хералдички симбол карипске државе Гренада.
Службени грб представља штит подељен на четири дела златним крстом. У средишту овог крста је Санта Марија, Колумбов брод. Златни лав на црвеном пољу је приказан у горњем левом и доњем десном делу штита, док су златни полумесец и љиљан у горњем десном и доњем левом делу. Изнад штита се налази златна круна, са букетом Боуганвилеа. Унутар букета се налази седам црвених ружа, који представљају седам заједница Гренаде. Штит држе армадиљо који се налази испред стабљике кукуруза, док се с друге стране налази гренадска грлица, која стоји испред стабла банане. Основа представља планине и травњаке Гренада Гранд Етанг језера. Врпца приказује национални мото: "Ever conscious of God we aspire, build and advance as one people" ("Увек свесни Бога, тежимо, градимо и напредујемо као један народ").
Острвске државе су усвојиле грб 1974. године у којој је Гранада стекла независност.